# Hermann Reich (Politiker)
Hermann Reich (* 16. Januar 1886 in Kleinopitz; † 7. April 1955 in West-Berlin) war ein sozialistischer Politiker und Widerstandskämpfer gegen den Nationalsozialismus.

## Leben
Reich begann nach dem Besuch der Volksschule zunächst eine Lehre als Gießer, brach diese aber aus Gesundheitsgründen ab und besuchte für ein Jahr eine Handelsakademie in Dresden. Ab 1903 arbeitete Reich als kaufmännischer Angestellter in Hamburg und studierte zeitweise Nationalökonomie an der Friedrich-Wilhelms-Universität in Berlin. 1914 bis 1918 war Reich Soldat und schloss sich der USPD an. Während der Novemberrevolution war Reich Mitglied des Hamburger Soldatenrates, welchen er im Dezember 1918 auf der Reichsrätekongress vertrat, wo er der Fraktion der Vereinigten Revolutionäre angehörte. Von 1919 bis 1920 fungierte er als Parteisekretär der Hamburger USPD, arbeitete für das Kriegsversorgungsamt und wurde für die USPD im Juli 1920 in den Reichstag gewählt, der Hamburgischen Bürgerschaft gehörte er von 1919 bis 1922 an. In den Jahren 1919 und 1920 war Reich neben Ernst Thälmann der in Hamburg bekannteste Sprecher des linken Parteiflügels, welcher den dortigen Landesverband der Partei dominierte und sich für den Anschluss der USPD an die Kommunistische Internationale einsetzte.
Ende 1920 gehörte Reich zum linken Mehrheitsflügel der USPD, welcher sich mit der KPD zur VKPD zusammenschloss, welche er jedoch nach den innerparteilichen Konflikten um die Märzaktion im September 1921 verließ. Zunächst Mitglied der Kommunistischen Arbeitsgemeinschaft (KAG) um Paul Levi und Ernst Däumig trat Reich nach deren Aufgehen in der USPD 1922 zunächst im November 1922 der KPD-Fraktion als Hospitant bei und schloss sich später der SPD-Fraktion an.
Reich siedelte später nach Berlin über, wo er eine Gastwirtschaft betrieb und 1931 der neu gegründeten Sozialistischen Arbeiterpartei (SAPD) beitrat. Nach der Machtübernahme der NSDAP war er zeitweise Mitglied der illegalen Reichsleitung der SAPD an, wurde aber schon im September 1933 verhaftet und im Dezember 1934 vom Volksgerichtshof zu 15 Monaten Gefängnis verurteilt.
Nach 1945 gehörte Reich der SPD an.